# Крутицкие казармы
Крутицкие казармы (с 1922 года Алёшинские казармы) — комплекс зданий в Москве по почтовому адресу Арбатецкая улица, дом № 2, строение № 4.
Объект культурного наследия федерального значения.

## История
Казармы и их название ведут своё происхождение от расположенного рядом Крутицкого подворья, ряд зданий которого в 1798 году был передан частям жандармского корпуса для обустройства казарм. Использовались также для содержания политических заключённых, например в 1834—1835 годах семь месяцев здесь провёл А. И. Герцен. Сохранившийся комплекс зданий был построен в 1839 году по проекту архитектора Е. Д. Тюрина.
В 1842 года в Крутицких казармах был расквартирован Московский внутренний гарнизонный батальон, с 1904 года здесь размещался батальон 12-го гренадёрского Астраханского полка. С начала Первой мировой войны казармы занимала 6-я Московская школа прапорщиков. 31 октября 1917 года казармы заняли отряды Красной гвардии. В 1922 году казармы были переименованы в честь участника Октябрьской революции А. А. Алёшина. В советское время здесь располагались разные воинские части, гауптвахта Московского гарнизона.
В реестр объектов культурного наследия включен комплекс из четырёх зданий (строения № 2, № 3, № 4, № 5).
В 2009 и 2013 годах в исторических зданиях Крутицких казарм происходили пожары.